# Coalition Vivaldi

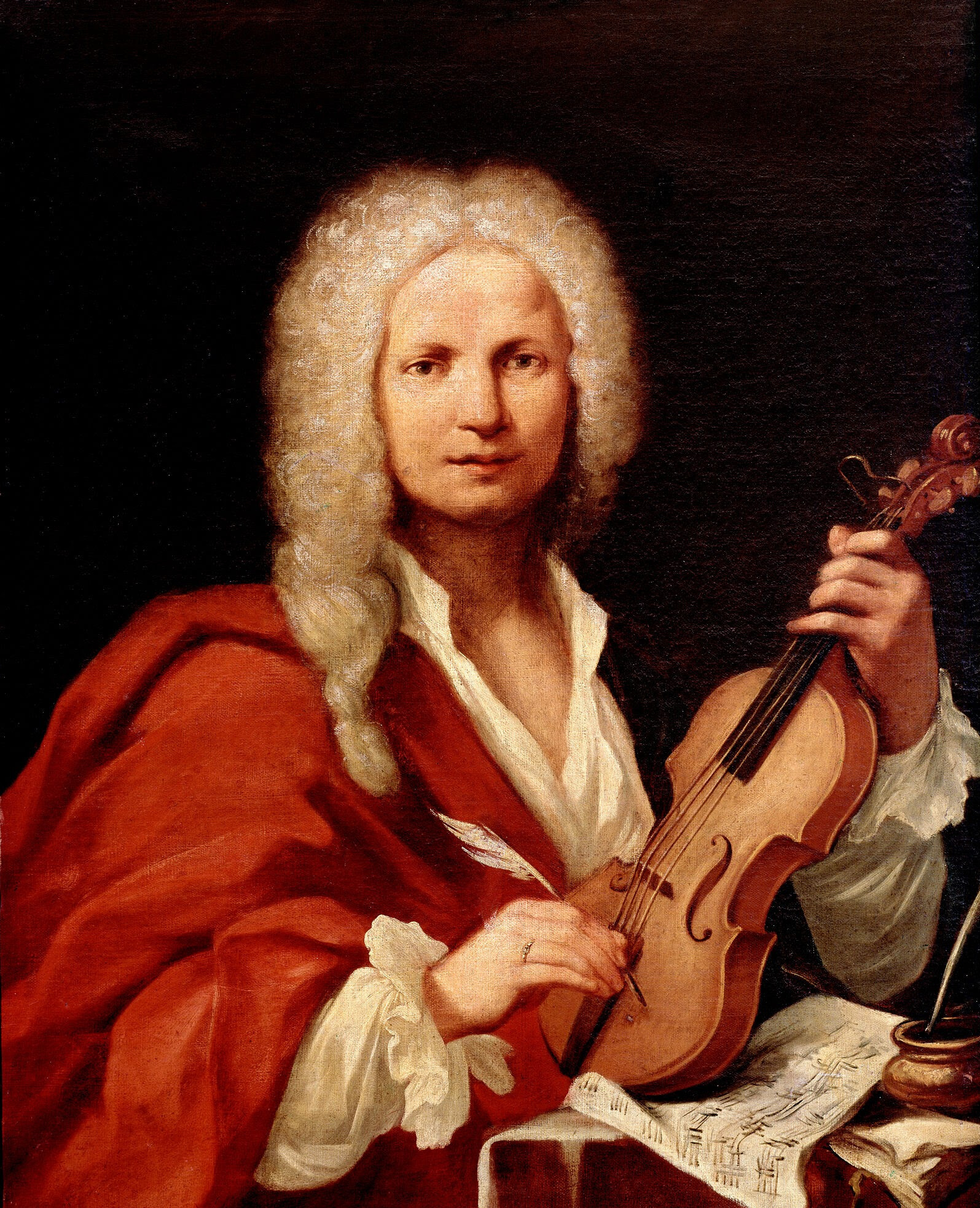
Antonio Vivaldi (1678-1741), compositeur des Quatre Saisons. La coalition Vivaldi porte son nom, faisant référence à quatre mouvements politiques comme les quatre saisons.

Coalition dite Vivaldi du Gouvernement De Croo dans la 55e législature.

La coalition Vivaldi (ou Vivaldicoalitie en néerlandais) est le nom donné en Belgique à partir de 2019 à la coalition rassemblant différents partis politiques: les libéraux, les socialistes, les socio-chrétiens (CD&V) et les écologistes. Le nom « Vivaldi » fait référence au compositeur Antonio Vivaldi et son œuvre Les Quatre Saisons, reprenant les quatre couleurs des formations politiques en question : 
- bleu (hiver) pour les libéraux : Mouvement Réformateur et Open Vld ;
- vert (printemps) pour les Verts : Ecolo et Groen ;
- rouge (été) pour les social-democrates : PS et Vooruit ;
- orange (automne) pour les socio-chrétiens :  CDH et CD&V.

Le terme a été utilisé pour la première fois par le journal La Libre Belgique en décembre 2019, lors de la formation du gouvernement fédéral en 2019-2020. Le premier gouvernement de cette composition est finalement devenu le gouvernement De Croo (2020-2025). 